# Duco AG
Die Duco AG war ein mit der Herstellung von Lacken befasstes Unternehmen in Berlin-Spindlersfeld, das insbesondere für seine „Ducolux“-Lacke bekannt war.

## Geschichte
Die Duco AG entstand aus der Gebrüder Mosebach AG in Riesa. Die Anteile an der Gebrüder Mosebach AG hielt überwiegend die Kokswerke und Chemische Fabriken AG (Schering).

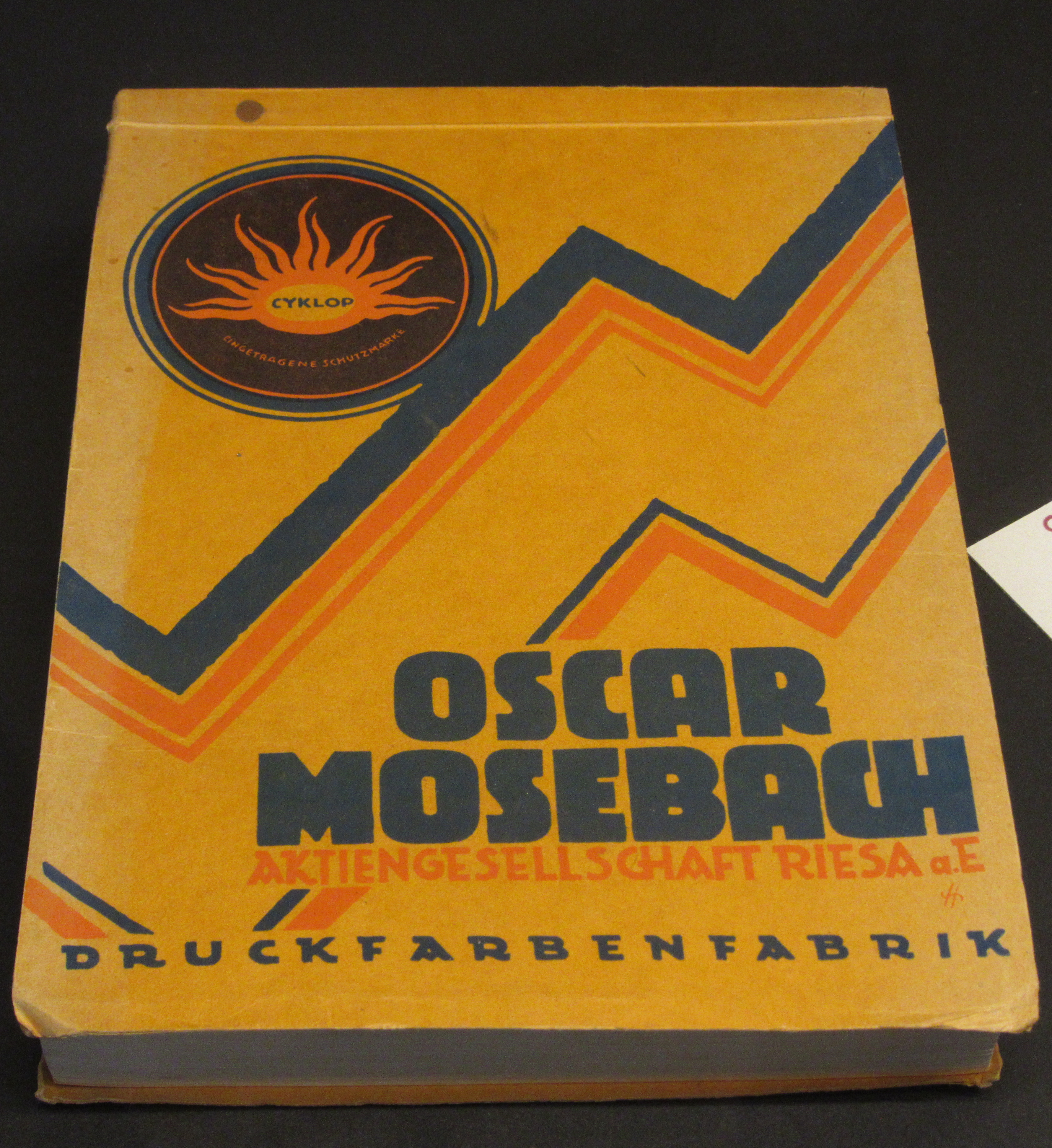
Vorgängerfabrik "Oscar Mosebach-Druckfarben"

Die Gebrüder Mosebach AG firmierte im Jahr 1929 zur Duco AG um und verlegte ihren Sitz von Riesa nach Berlin-Spindlersfeld auf den westlichen Teil des Geländes des Unternehmens W. Spindler, das zuvor von der Schering AG übernommen wurde. Mit der Umfirmierung änderte sich auch die Beteiligung. Die Anteile an der Duco AG hielten zunächst überwiegend die Kokswerke und Chemische Fabriken AG (Schering) und DuPont. Die Anteile von DuPont gingen später wieder an die Schering AG. Laut einem Dokument des US-Kongresses von 1942 durfte die Duco AG in der Zeit des 2. Weltkriegs jedoch weiter die Produkte von DuPont vermarkten, solange sichergestellt war, dass DuPont auch weiter 25 % der Aktien an der Duco AG hielt. Die Duco AG stellte Kunstharzlacke, Nitrozelluloselacke, Öllacke und Abbeizmittel her. Das Unternehmen existierte bis ins Jahr 1949 in Berlin-Spindlersfeld. Im Jahr 1949 gingen der technische Mitarbeiterstab, die Herstellungs- und Verfahrensrechte an den Lacken sowie das Wissen an das Unternehmen Hermann Wiederhold Lackfabriken. Damit wurden die Hermann Wiederhold Lackfabriken zu einem der Pioniere in der Herstellung von ungesättigten Polyester in Deutschland. Die Hermann Wiederhold Lackfabriken und „Ducolux“ wurden 1975 von Imperial Chemical Industries und 2008 von AkzoNobel übernommen.
Die Duco AG wurde zeitweise von Konrad Weil geleitet. Konrad Weil war ein Schüler von Adolf Windaus. Hans Berckemeyer und Wilhelm Borner waren Mitglieder des Aufsichtsrats der Duco AG.

## Innovation und Bekanntheit
In den Vereinigten Staaten stellte DuPont ab dem Jahr 1925 innovative Nitrozelluloselacke unter den Namen „Duco“ und „Dulux“ her. Auf dem deutschsprachigen Markt stellte die Duco AG daran anknüpfend ab dem Jahr 1929 als Joint Venture von DuPont und der Kokswerke und Chemische Fabriken AG (Schering) die Nitrozelluloselacke „Ducolux“ her, für die sie bekannt wurde.
Die „Ducolux“-Lacke wurden als „überragende Erfindung für das Anstrichwesen“ beschrieben. Die Trocknungsdauer sank gegenüber Öllacken von mehr als 24 Stunden auf drei Stunden. Ergiebigkeit, Deckkraft und die Haltbarkeit waren deutlich höher als bei Öllacken. Die Qualität war aufgrund der synthetischen Herstellung gleichbleibend. Die Wortmarke „Ducolux“ wurde erstmals am 1. Juni 1939 beim Deutschen Patent- und Markenamt eingetragen und besteht fort.
Eine Vielzahl von Lastkraftwagen war in Deutschland mit der Aufschrift „Ducolux“ versehen.

## Weitere Duco AG
Von 1961 bis 1978 gab eine Duco AG in Bergkamen als Tochter der Schering AG, die ab 1963 die Holding-Gesellschaft für die ausländischen Töchter der Schering AG war.